# 구품중정제
구품중정제(九品中正制)는 위진남북조시대(220~589)에 실시된 관리 임용제도이다. 원래는 구품관인법(九品官人法)이라 하였다.
우선 지방의 군(郡)마다 그 군 출신 관리들 가운데서 중정(中正)이란 관리를 선정하여 군내 관리에 대한 재능·덕행을 조사시켜 이를 1품에서 9품으로 나누고 이를 향품(鄕品)이라 했다. 한편 정부는 이 향품에 대응하기 위해 관료의 등급을 역시 1품에서 9품까지 구분하고 이를 관품(官品)이라 칭했다. 이것은 한나라 때의 향거리선(鄕擧里選)에 대치된 제도이며, 이 시대에도 다른 선정 방법과 병용되었는데, 수나라 때 과거가 실시되기까지 관리 임용법으로서 가장 중요한 것이었다.
삼국 위나라의 진군이 220년대에 제창, 입안하여 시작된 것이라고 전해진다. 이런 구품중정제는 가문에 구애됨이 없이 개인의 재능과 덕망에 따라 조정 관리에 임명하자는 것이 원래의 취지였다. 그러나 중정직에 임명되는 사람은 거의 모두가 지방의 유력자들로서, 향품을 정할 때 동료나 중앙의 대관(大官)으로부터 청탁을 받고 유력자의 자제는 후하게, 무력자의 자제는 박하게 매기는 폐단이 발생하게 되었다.
이 제도는 당시 상류 사회의 귀족화라는 조류에 밀려 오히려 귀족 계급에게 유리하게끔 운영됨으로써 귀족 제도의 견고한 하나의 지주(支柱)가 되기에 이르렀다.이 구품중정제에 있어서 관품이 향품에 의해 결정된다는 사실은 귀족의 신분이나 지위가 비록 왕조 권력에 의해 부여되는 것 같다 하더라도 근원적으로는 그 향당사회(鄕黨社會)의 지위나 권위에 의해 결정되는 것으로 문벌에 관계없이 인재를 널리 등용한다는 본래 취지와는 달리, 호족 세력이 관직을 독점하게 하는 길을 터주게 되어 결국 이들이 정치적 실권을 장악하여 귀족 계급을 형성하였다.

## 같이 보기
- 관위십이계

## 참고 자료
- 이 문서에는 다음커뮤니케이션(현 카카오)에서 GFDL 또는 CC-SA 라이선스로 배포한 글로벌 세계대백과사전의 내용을 기초로 작성된 글이 포함되어 있습니다.